# Стенли Прусинър
 Стенли Бен Прусинър (на английски: Stanley Ben Prusiner) е американски невролог и биохимик. Той е директор на Института за невродегенеративни заболявания към Калифорнийския университет в Сан Франциско. Прусинер открива прионите, клас инфекциозни самовъзпроизвеждащи се патогени, съставени предимно или единствено от протеини, смятани от мнозина за еретична идея, когато са предложени за първи път. Той получава наградата „Албърт Ласкер“ за фундаментални медицински изследвания през 1994 г. и Нобеловата награда за физиология или медицина през 1997 г. за изследването на прионите, разработено от него и неговия екип от експерти (Дейвид Е. Гарфин, Д. П. Стийс, У. Дж. Хадлоу, С. М. Еклунд) в началото на 70-те години на ХХ век.